# Franz Josef Hartlauer

Franz Josef Hartlauer

Franz Josef Hartlauer (* 19. Dezember 1944 in Steyr; † 21. Mai 2000 ebenda) war ein österreichischer Unternehmer und Gründer der Fotohandelskette Hartlauer.
Hartlauer arbeitete zunächst als Konditor und ab seinem 14. Lebensjahr als Pressefotograf. Er machte ohne Berufsberechtigung Fotos auf Taufen, Hochzeiten und Beerdigungen. Ortsansässige Fotografen nahmen ihn nicht als Lehrling auf.
Am 13. Oktober 1969 heiratete Franz Josef Hartlauer seine Frau Renate. Aus der Ehe stammen zwei Töchter (Eva, Ingrid) und ein Sohn (Robert), der das Unternehmen heute leitet.

## Unternehmensgründung
Am 21. Oktober 1971 eröffnete Franz Josef Hartlauer in Steyr (Pfarrgasse 6) im Alter von 26 Jahren sein erstes Fotogeschäft „Foto und Musik Hartlauer“. In vier Monaten baute er das denkmalgeschützte Haus (Vorbesitz: Familie Wallner) unter Wahrung der Auflagen in ein Geschäftslokal um.
Nach zwei Jahren war Hartlauer im Bereich Foto Marktführer in Steyr. Er baute sein Unternehmen zur österreichweit mit 161 Standorten vertretenen Hartlauer Handelsges.m.b.H. aus. Als Markentier wählte er den Löwen, weil „dieser nur von vorne angreift.“

## Konflikte
Franz Josef Hartlauer war tief religiös und pflegte Freundschaften mit Priestern in Österreich und Afrika. Seine harte Preispolitik brachte ihm jedoch im traditionellen Umfeld die Kritik ein, kein glaubwürdiger Christ zu sein. Er äußerte: „Die Wirtschaft ist kein Kindergarten. Ich habe die Wahl, meine Nächstenliebe entweder der Konkurrenz oder den Kunden zu schenken. Wer auf diese Frage nicht die richtige Antwort weiß, sollte nicht Unternehmer werden.“
1990 geriet Hartlauer in Zahlungsschwierigkeiten, als die Banken vor dem geplanten Börsengang offene Schulden fällig stellten. Die drohende Insolvenz wurde durch einen „stillen Ausgleich“ abgewendet, bei dem die BAWAG 60 % der Schulden übernahm.
1992 sorgte Franz Josef Hartlauer mit einer zur damaligen Zeit außergewöhnlich aggressiven Werbeidee für Aufsehen: er bot sein Brillensortiment mit konkretem Hinweis auf die exakten Preise bei der teureren Konkurrenz an. Diese harte Werbeform führte zu Rechtsstreitigkeiten, die Hartlauer durch Wahrheitsbeweis für sich entscheiden konnte.
1994 durchbrach Hartlauer die Feiertagsruhe am 8. Dezember, indem er persönlich mit 17 Freunden, Angehörigen und Ex-Mitarbeitern das Hauptgeschäft in Steyr offenhielt. Das Feiertagsgeschäft brachte 20 Millionen Schilling Umsatz und wurde mit einer Strafe von 560.000 Schilling geahndet.
Die Werbeidee der „Schneewette“ im Jahr 1998 (nachträglicher Rabatt in all jenen Bundesländern, in denen es am Mittag des 24. Dezember schneit) wurde Franz Josef Hartlauer im Folgejahr als „unlauterer Wettbewerb“ untersagt. Mittlerweile ist sie wieder legal.

## Tod

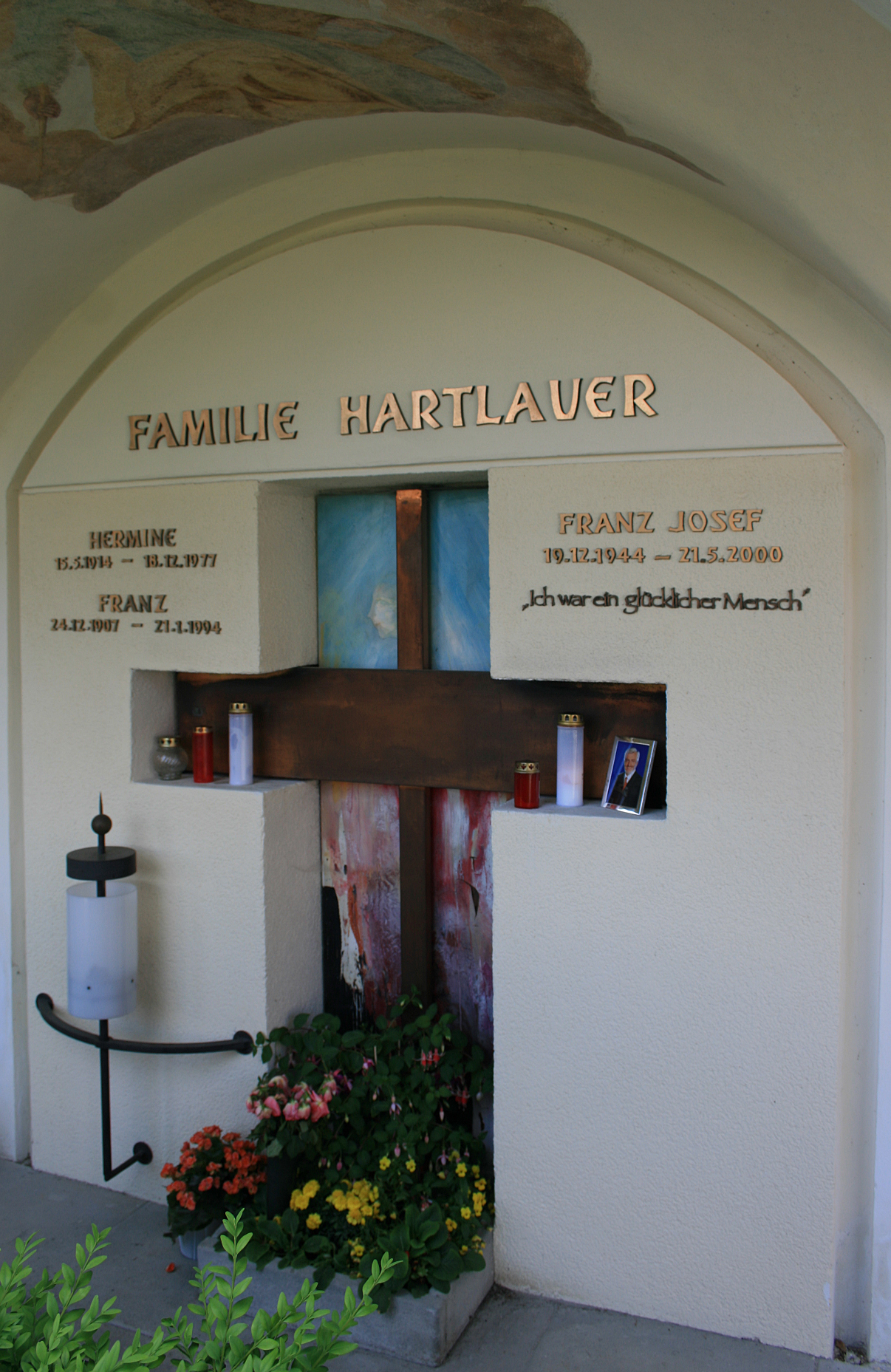
Grab am Taborfriedhof

Franz Josef Hartlauer lernte seinen Sohn Robert F. Hartlauer zwei Jahre lang mit vollem Einblick direkt in der Praxis als Nachfolger an. Anfang des Jahres 2000 übergab er die Geschäftsführung, früher als geplant, da er an Krebs erkrankt war. Nur wenige Monate später, am 21. Mai 2000, verstarb Franz Josef Hartlauer. Sein Grab befindet sich am Steyrer Taborfriedhof.
Franz Josef Hartlauer war einem breiten Publikum unter anderem durch sein persönliches Auftreten in Fernsehwerbungen bekannt geworden. Im Jahr 2000 wurde ihm unter Bürgermeister Hermann Leithenmayr posthum der Ehrenring der Stadt Steyr verliehen.